# Králové Clonmelu
Králové Clonmelu (v anglickém originále The Kings of Clonmel) je osmá kniha ze série dobrodružných knih Hraničářův učeň australského spisovatele Johna Flanagana.

## Obsah
Halt se zabývá vyšetřováním podivné náboženské sekty ve vesničce Selsey na západě Araluenu, zatímco jeho bývalý žák Will se účastní každoročního hraničářského sněmu. Halt zjistí, že skupinka lidí přesvědčila vesničany, aby jim odevzdali všechno své zlato a oni je mohli použít na výrobu zlatého chrámu pro jejich boha Alseiasse. Jejich plány v Selsey jim překazí, ale sekta Nezasvěcených, jak si tito lidé říkají, prchne. Ještě před tím ale jeden z nich naznačí, že Halta zná – ovšem ten ho nikdy předtím neviděl.
Na shromáždění je mezitím Willovi oznámeno, že se bude s Haltem dělit o správu Redmontského léna. Poté, co se opět všichni setkají u Jenny, vyšle Crowley oba hraničáře a jejich přítele, mladého rytíře Horáce, na cestu do Clonmelu - jednoho z šesti hibernských království a Haltovy rodné země. Z politických důvodů mají za úkol zastavit Nezasvěcené, kteří stojí za rozvrácením zbývajících pěti království. Halt se zmíní, že zná zdejšího krále - je to totiž jeho mladší dvojče. Spolu s Willem a Horácem tedy odjíždí do Clonmelu, kde zjistí, že díky neschopnosti místního krále mají nezasvěcení až příliš velký vliv. Zamíří tedy do Dun Kilty, aby varovali krále Ferrise, Haltova bratra a přiměli ho, aby se nezasvěceným postavil. Cestou odrazí útok banditů, který spolupracují s nezasvěcenými, na vesnici Craikennis. Díky tomu obnoví starou hibernskou legendu o Jitřním bojovníkovi, podle které Jitřní bojovník přijde tehdy, když bude všech šest království v nebezpečí. Tím Jitřním bojovníkem se stává Horác.
Po příjezdu do Dun Kilty, hlavního města Clonmelu, se jim díky legendě o Jitřním bojovníkovi podaří podrýt vliv nezasvěcených. S královou pomocí vyzývají Tennysona, vůdce nezasvěcených, na rozsudek v souboji. Ten na boj vysílá svojí tělesnou stráž, Killena a Gerarda. Killena Horác porazí, ale před druhým bojem mu jeden z Genovesanů, nájemných vrahů, dá do vody drogu, díky které vidí rozmazaně. Will jejich plán prokoukne a obviní Tennysona ze zrady. Ten obvinění odmítá a tak se opět rozhodne v souboji Willa s jedním z Genovesanů. Will při souboji Genovesana zabije a tím úplně podkope Tennysonův vliv. Tennyson v té době už ale souboj nesleduje, nýbrž pošle jednoho z Genovesanů, aby zabil krále Ferrise a sám se skupinkou nejvěrnějších utíká z Clonmelu. Will se vydává je sledovat a Halt, který nechce být králem, určí jako následníka trůnu svého synovce Seana. Poté se s Horácem vydává za Willem.